# Kura (Russia)
Il Kura (in russo Кура) è un fiume lungo circa 200 km del Caucaso settentrionale (Ciscaucasia).
Scorre principalmente attraverso la parte più meridionale del territorio russo (kraj) di Stavropol': solo due brevi tratti del medio corso delimitano il confine con la repubblica di Cabardino-Balcaria.
Il fiume nasce tra il villaggio di Kuba (Cabardino-Balcaria) e Staniza Marjinskaja (territorio di Stavropol') da una biforcazione del fiume Malka. Il Kura scorre prima in direzione nord-est e poi prevalentemente verso est. Dopo circa 150 km in linea d'aria (circa 50 km a est di Kurskaja) scompare nell'arida regione semidesertica tra i fiumi Terek e Kuma (steppa dei Nogai), dove il suo corso viene infine deviato in diversi canali di irrigazione.
A Kurskaja, dal 1948, il corso del fiume è stato arginato da una diga che ha portato alla formazione del bacino artificiale di Kurskaja (5 km²), originariamente utilizzato per generare energia e ora impiegato per l'irrigazione, l'attività ricreativa e la pesca.
Il Kura non è navigabile. Le acque del suo tortuoso corso inferiore, che - principalmente a causa di dighe artificiali - forma numerosi laghetti, viene utilizzata per irrigare i terreni agricoli. Il corso inferiore del Kuma è attraversato dal canale Terek-Kuma.